# Fissidens waiensis
Fissidens waiensis är en bladmossart som beskrevs av Beever in Beever och Stone 1999. Fissidens waiensis ingår i släktet fickmossor, och familjen Fissidentaceae. Inga underarter finns listade i Catalogue of Life.